# Yngve Nyqvist
Yngve "Nypon" Nyqvist är en svensk före detta fotbollsspelare (halvback) som representerade Gais åren 1960–1962.
Nyqvist var en pålitlig och slitstark halvback i Vidkärrs IF. Åren 1957–1959 spelade han för IK Oddevold innan han som 24-åring kom till Gais hösten 1959. För Gais gjorde han sammanlagt 54 division II-matcher (1 mål) 1960–1962.